# Матачинайгытгын
Матачинайгытгын (Матачъынайгытгын, Матачингайгытхын) — горное озеро в Иультинском районе Чукотского автономного округа России.
Площадь зеркала — 4,4 км², водосборная площадь 105 км². Расположено у северного подножия горы Матачъынай, являющейся самой высокой вершиной в этой части Анадырского хребта.
Название в переводе с чукот. Матачъыӈайгытгын — «озеро кустарниковой горы».
Водоём вытянут в северо-восточном направлении. Через озеро протекает река Матачинайваам.
По данным государственного водного реестра России относится к Анадыро-Колымскому бассейновому округу.